# دریاچه کالی
دریاچه کالی (انگلیسی: Lake Kalli) یک دریاچه در شهرستان تارتو، استونی است که ۱۷۶ هکتار وسعت دارد.